# 吓嘎错
吓嘎错（藏語：བྱ་དཀར་མཚོ།，威利转写：bya dkar mtsho，THL：Jakar Tso）位于中国西藏自治区阿里地区改则县境内，地处改则县南部，东距改则县人民政府驻地改则镇19公里。湖面海拔4355米，面积23.2平方公里。湖区年均气温约0℃左右，年均降水量100～150毫米。湖水主要靠地表径流补给。集水区面积5099.8平方公里。301省道经过湖西岸和南岸。